# Ledum
- Commons
- Wikispecies

Ledum L. é um género botânico pertencente à família Ericaceae.

## Sinonímia
- Rhododendron L.

## Espécies
- Ledum decumbens = Rhododendron subarcticum
- Ledum glandulosum = Rhododendron neoglandulosum
- Ledum groenlandicum = Rhododendron groenlandicum
- Ledum hypoleucum = Rhododendron hypoleucum
- Ledum macrophyllum = Rhododendron tolmachevii
- Ledum palustre = Rhododendron tomentosum
- Ledum subulatum = Rhododendron subulatum
- Lista completa

## Classificação do gênero
| Sistema | Classificação                     | Referência               |
| ------- | --------------------------------- | ------------------------ |
| Linné   | Classe Decandria, ordem Monogynia | Species plantarum (1753) |